# コッテナム伯爵
コッテナム伯爵（英: Earl of Cottenham,[ˈkɒtənəm]）はイギリスの伯爵、貴族。連合王国貴族爵位。ホイッグ党の政治家チャールズ・ペピスが1850年に叙されたことに始まって、以降はペピス家（Pepys family,[ˈpɛpɪs]）が保持する。
本項では前身となったペピス準男爵に関しても触れる。

## 歴史

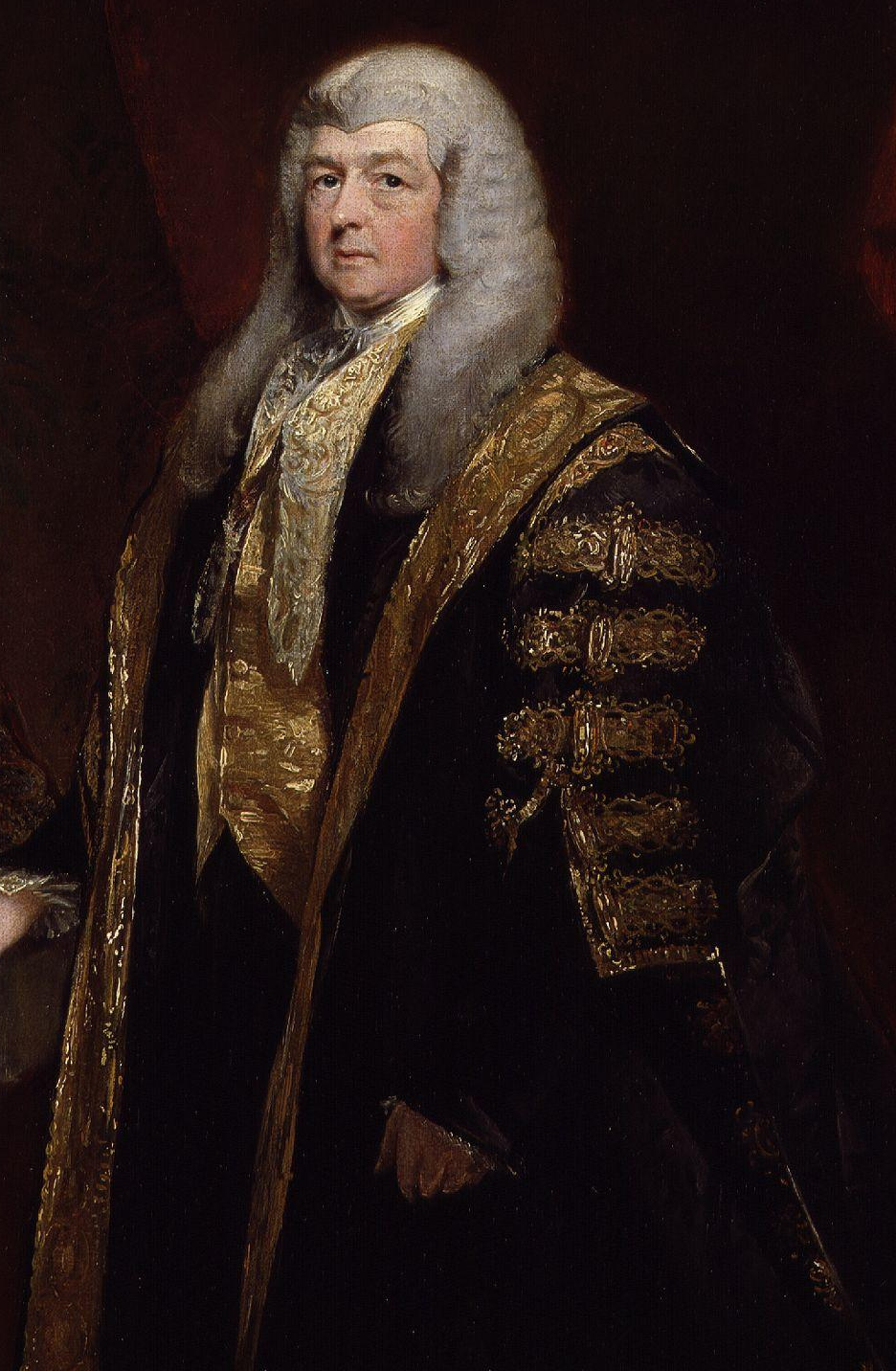
初代伯チャールズ・ペピス

ペピス家には2つの系統に対して準男爵位が創設されている。そのうち、伯爵家の祖にあたるウィリアム・ペピス(1740-1825)は1801年に連合王国準男爵位の「(ウィンポール街の)準男爵(Baronet, of Wimpole Street)」を授けられている。ウィリアムが1825年に没すると、長男ウィリアム・ウェラー(1778-1845)が準男爵位を相続した。
その弟チャールズ(1781-1851)は控訴院民事部記録長官を務めた法曹界出身の人物で、ホイッグ党の政治家としても二度に渡って大法官に就任している。彼は1836年に「ケンブリッジ州コッテナムのコッテナム男爵(Baron Cottenham, of Cottenham in the County of Cambridge)」に叙されたのち、1845年に兄ウィリアム・ウェラーが死去すると準男爵位を継承した。チャールズはさらに大法官在職中の1850年に「コッテナム伯爵(Earl of Cottenham)」に昇叙するとともに、併せて「サリー州クローハーストのクローハースト子爵(Viscount Crowhurst, of Crowhurst in the County of Surrey)」を授けられて伯爵家を創設した。
他方、伯爵家の系統とは別に、医師ルーカス・ペピスが1784年に「(ブルック街の)準男爵(Baronet, of Brook Street)」に叙されており、これがペピス家に対して与えられたもう一つの準男爵位である。ルーカスはウィリアム・ペピスの弟にあたっており、準男爵位に対してもルーカスの男子が途絶えた場合は兄ウィリアムの子孫にも継承を認める特別継承権が付与されていた。ルーカスののちは長男チャールズ(1774–1833)、次男ヘンリー(1783-1849)が準男爵位を相続した。
3代準男爵ヘンリーが1849年に死去すると、特別継承権に基づいて兄ウィリアムの次男にあたる初代伯爵が準男爵位を継承したため、これ以降は2つの準男爵位が伯爵位に付随することとなった。その初代伯ののちは、長男チャールズ、次男ウィリアム、その子ケネルムの順で爵位は継承された。
これ以降は4代伯ケネルム(1874–1919)の系統で現在に至っており、爵位は4代伯の長男ケネルム、次男マーク、三男ジョンによって継承された。その7代伯ジョン(1907–1968)の孫にあたる9代伯マーク(1983-)が2020年現在のコッテナム伯爵家当主である。
一族からは著名な人物も輩出されており、ウスター主教を務めたヘンリー・ペピス(1783-1860)は初代伯爵の弟にあたる。また「英国海軍の父」の異名を持つ官僚サミュエル・ピープス(1633-1703)も同族にあたる。
伯爵家の邸宅はウィルトシャー、キングトン・セント・マイケルに位置するプライオア・マナー(Prior Manor)。
爵位に対するモットーは「知性が人物を形作る(Mens Cujusque Is Est Quisque)」。

## 現当主の保有爵位 / 準男爵位
現当主である第9代コッテナム伯爵マーク・ジョン・ヘンリー・ペピスは、以下の爵位を有する。
- 第9代コッテナム伯爵(9th Earl of Cottenham)
(1850年6月11日の勅許状による連合王国貴族爵位)
- 第9代サリー州クローハーストのクローハースト子爵(9th Viscount Crowhurst, of Crowhurst in the County of Surrey)※法定推定相続人の用いる儀礼称号
(1850年6月11日の勅許状による連合王国貴族爵位)
- 第9代ケンブリッジ州コッテナムのコッテナム男爵(9th Baron Cottenham, of Cottenham in the County of Cambridge)
(1836年1月20日の勅許状による連合王国貴族爵位)
- 第12代(ブルック街の)準男爵(12th Baronet, of Brook Street)[14]
(1784年1月22日の勅許状によるグレートブリテン準男爵位)
- 第11代(ウィンポール街の)準男爵(11th Baronet, of Wimpole Street)
(1801年6月23日の勅許状による連合王国準男爵位)

## 一覧

### ウィンポール街のペピス準男爵（1801年）
- 初代準男爵サー・ウィリアム・ペピス (1740–1825)[6]
- 第2代準男爵サー・ウィリアム・ウェラー・ペピス (1778–1845)
- 第3代準男爵サー・チャールズ・クリストファー・ペピス（英語版） (1781–1851)（1850年にコッテナム伯爵叙爵）

### コッテナム伯爵（1850年）
- 初代コッテナム伯爵チャールズ・クリストファー・ペピス（英語版） (1781–1851)
- 第2代コッテナム伯爵チャールズ・エドワード・ペピス (1824–1863)
- 第3代コッテナム伯爵ウィリアム・ジョン・ペピス (1825–1881)
- 第4代コッテナム伯爵ケネルム・チャールズ・エドワード・ペピス (1874–1919)
- 第5代コッテナム伯爵ケネルム・チャールズ・フランシス・ペピス (1901–1922)
- 第6代コッテナム伯爵マーク・エヴァード・ペピス (1903–1943)
- 第7代コッテナム伯爵ジョン・ディグビー・ペピス (1907–1968)
- 第8代コッテナム伯爵ケネルム・チャールズ・エヴァード・ディグビー・ペピス (1948–2000)
- 第9代コッテナム伯爵マーク・ジョン・ヘンリー・ペピス (1983-)

爵位の法定推定相続人は、現当主の息子であるクローハースト子爵(儀礼称号)チャリー・トーマス・クローハースト・ペピス（2020-）。

## ブルック街のペピス準男爵（1784年）
- 初代準男爵サー・ルーカス・ペピス（英語版） (1742–1830)
- 第2代準男爵サー・チャールズ・レズリー (1774–1833)
- 第3代準男爵サー・ヘンリー・レズリー (1783–1849)
- 第4代準男爵サー・チャールズ・クリストファー・ペピス（英語版） (1781–1851)（1850年にコッテナム伯爵叙爵）

以降の歴代準男爵はコッテナム伯爵（1850年）を参照。